# Tabanus bromius
Espèce
Tabanus bromius est une espèce d'insectes diptères brachycères de la famille des Tabanidae (taons).

## Description
Long d'environ 13,5 à 15 mm, ce taon figure parmi les plus petits taons d'Europe ; ses couleurs varient de gris-jaune à presque noir. L'œil est traversé par une bande horizontale.

## Distribution
Répandu en Europe, dans la zone paléarctique orientale, en Afrique du Nord et au Proche-Orient

## Biologie
Visible de mai à septembre, il fréquente les pâtures, les régions légèrement arborées.